# Катастрофа MD-82 в Фучжоу
Катастрофа MD-82 в Фучжоу — авиационная катастрофа, произошедшая во вторник 26 октября 1993 года. Авиалайнер McDonnell Douglas MD-82 авиакомпании China Eastern Airlines выполнял внутренний рейс MU5398 по маршруту Шэньчжэнь- Фучжоу, но при посадке выкатился за пределы ВПП аэропорта Фучжоу и разрушился на три части. Из находившихся на его борту 80 человек погибли 2, ещё 25 получили травмы.

## Самолёт
MD-82 с заводским номером 49355 и серийным 1224 свой первый полёт совершил 8 августа 1985 года, а на период испытаний носил регистрационный номер N1005S. 7 октября авиалайнер был передан Главному управлению гражданской авиации Китайской Народной Республики (CAAC), где после перерегистрации получил новый номер — B-2103. На лайнере были установлены два турбовентиляторных двигателя Pratt & Whitney JT8D-217A (сила тяги — 20 тысяч фунтов у каждого). 1 мая 1988 года перешёл в новообразованную China Eastern Airlines. Его салон имел общую пассажировместимость 145 мест: 12 мест второго класса и 133 места экономкласса.

## Катастрофа
В 11:50 рейс MU5398 вылетел из аэропорта Баоань. Расчётное время посадки было 12:50, а в 12:32 экипаж установил связь с диспетчерской вышкой Фучжоу. В это время моросил дождь, а видимость достигала 4 километров. Пилотирование осуществлял командир, который выполнил подход по схеме и, следуя курсом 125°, подошёл к последнему развороту на высоте 170 метров при удалении 1,7 км от дальнеприводного радиомаяка, как и было установлено схемой аэропорта. Но когда был выполнен поворот на посадочный курс 78°, летящий в облаках самолёт из-за небольшого правого крена начало сносить вправо, а в 2 километрах от торца полосы лайнер находился уже в 350 метрах правее продолжения оси полосы и при этом выше глиссады. Тогда командир довернул на курс 50°, а также попытался ускорить снижение уменьшением режима двигателей. Так как в таких условиях сочетать регулировку тяги двигателей и управление штурвалом было тяжело, командир передал контроль за штурвалом второму пилоту.
Когда самолёт уже находился в километре за торцом полосы и на высоте 20 метров, экипаж принял решение уходить на второй круг, при этом режим двигателей был увеличен. Однако из-за своей инерционности двигатели не могли сразу увеличить мощность, а лайнер в этот момент уже был разбалансирован и продолжал снижаться. Тогда через 4 секунды командир принял решение всё-таки садиться и перевёл двигатели на холостой режим. Рейс 5398 приземлился на полосу в 1983 метрах от её начального торца, пробежал всю оставшуюся длину, после чего выкатился на грунт. Промчавшись по болотистому грунту ещё 383 метра и сломав при этом стойки шасси, авиалайнер в 13:04 врезался в небольшой пруд и разломился на три части. В результате происшествия погибли 2 пассажира, ещё 25 человек были ранены.

## Причины
Причиной катастрофы комиссия назвала ошибки экипажа — при выполнении посадки в приборных метеоусловиях пилоты нарушили схему захода и преждевременно перешли на визуальный полёт, при этом перестав контролировать высоту самолёта. Способствовало катастрофе запоздалое решение пилотов о прерывании посадки, а затем дальнейшее решение всё же продолжить посадку.